# Фабричная улица (Казань)
Фабричная улица — внутриквартальная улица в Кировском районе Казани, в историческом районе Пороховая слобода. 

## География
Находится внутри квартала № 51а Кировского района. Ранее пересекалась с улицами Фрунзе, Краснококшайская, Полевая, Стахановская, Байдукова.

## История
Некоторые кварталы, между которыми проходила улица, были заселены ещё до революции, однако сама улица упоминается с начала 1920-х годов как 2-й Полевой переулок. Самое старая известная постройка на улице датируется 1922 годом.
Название «Фабричная улица» было присвоено ей протоколом комиссии Казгорсовета по наименованию улиц без номера от 2 ноября 1927 года, который был утверждён 15 декабря того же года.
В середине 1930-х годов на улице располагались домовладения с № от 1 до 15 (с пропусками) на нечётной стороне и от 2/176 до 20 (с пропусками) на чётной стороне.
В середине 1960-х годов все частные дома на улице были снесены при застройке квартала № 51а (100) Кировского района, и трасса улицы перестала существовать. Некоторые частновладельческие дома, подлежавшие сносу, были разобраны предприятиями района (льнокомбинат, текстильно-галантерейная фабрика) для своих хозяйственных нужд.
Вдоль бывшей трассы улицы построены дома № 166 по Краснококшайской улице (жилой дом ЖСК «Кировец-6» при предприятии п/я 673), № 26 по Полевой улице (дом ЖСК «Кировец-9»), и ещё один кооперативный жилой дом, получивший адресацию по Фабричной улице.
После введения в городе деления на административные районы входила в состав Кировского (до 1931 года Заречного, до 1935 года Пролетарского) района.

## Транспорт
Общественный транспорт по улице не ходит. Ближайшие остановки общественного транспорта: «Фрунзе» (автобус, троллейбус) на одноимённой улице.

## Объекты
- № 4 — жилой дом ЖСК «Кировец-7» при вертолётном заводе.[3]